# Liste der Kulturdenkmale in Hinterzarten
Die Liste der Kulturdenkmale in Hinterzarten enthält Bau- und Kulturdenkmale gemäß dem Denkmalschutzgesetz von Baden-Württemberg in der Gemeinde Hinterzarten, Landkreis Breisgau-Hochschwarzwald. Da das  Regierungspräsidium Freiburg die Denkmallisten unter Verschluss hält, sind hier nur Bauwerke aufgenommen, deren Denkmalstatus auch anderweitig veröffentlicht wurde, z. B. in Zeitungsartikeln.

## Allgemein
- Bild: Zeigt ein ausgewähltes Bild aus Commons, „Weitere Bilder“ verweist auf die Bilder im Medienarchiv Wikimedia Commons.
- Bezeichnung: Nennt den Namen, die Bezeichnung oder die Art des Kulturdenkmals.
- Lage: Straßenname und Hausnummer oder Flurstücknummer des Kulturdenkmals, gegebenenfalls auch den Ortsteil. Die Grundsortierung der Liste erfolgt nach dieser Adresse. Der Link (Karte) führt zu verschiedenen Kartendiensten mit der Position des Kulturdenkmals. Fehlt dieser Link, wurden die Koordinaten noch nicht eingetragen. Sind diese bekannt, können sie über ein Tool mit einer Kartenansicht einfach nachgetragen werden. In dieser Kartenansicht sind Kulturdenkmale ohne Koordinaten mit einem roten bzw. orangen Marker dargestellt und können durch Verschieben auf die richtige Position in der Karte mit Koordinaten versehen werden. Kulturdenkmale ohne Bild sind an einem blauen bzw. roten Marker erkennbar.
- Datierung: Baubeginn, Fertigstellung, Datum der Erstnennung oder grobe zeitliche Einordnung entsprechend des Eintrags in der zuständigen Denkmaldatenbank (Landesamt für Denkmalpflege Baden-Württemberg).
- Beschreibung: Kurzcharakteristik des Kulturdenkmals.

## Kulturdenkmale in Hinterzarten
| Bild           | Bezeichnung                                         | Lage                           | Datierung    | Beschreibung | ID |
| -------------- | --------------------------------------------------- | ------------------------------ | ------------ | --- | -- |
|                |                                                     | Bahnhofweg 2 (Karte)           |              | [ 1 ] | BW |
| Weitere Bilder | Altbirklehof                                        | Birklehof 12 (Karte)           | 1550         | Der Altbirklehof zählt „zu den ältesten heute noch erhaltenen Schwarzwaldhöfen. Nur wenige gesicherte Datierungen, die noch weiter zurückreichen, liegen für den Schwarzwald vor.“ Der Altbirklehof gehört (wie die Mehrheit der Gebäude der heutigen Schule Birklehof, auf deren Gelände er steht) postalisch zu Hinterzarten, obwohl er knapp außerhalb Hinterzartens auf der Gemarkung Breitnau liegt. In den Jahren 2009 und 2010 wurde eine bauhistorische Untersuchung des Altbirklehofs durchgeführt. Seit 2018 gab es eine neue Initiative zur Rettung des Gebäudes. Im Januar 2019 hat der Gemeinderat in Breitnau beschlossen, dass die Gemeinde 10 % der förderfähigen Kosten für die mit Mitteln aus dem Förderprogramm LEADER geplante Sanierung übernehmen wird. Am 11. September 2020 wurde die umfassende Sanierung abgeschlossen und das renovierte Gebäude eingeweiht. |    |
|                | Alte Schule                                         | Rathausstraße 6 (Karte)        | 1849         | Das 1849 errichtete alte Schulhaus der Gemeinde in zentraler Lage an der Rathausstraße wird zur Unterbringung von Flüchtlingen bzw. Obdachlosen (im Obergeschoss) genutzt, im Erdgeschoss ist der Polizeiposten Hinterzarten stationiert. Im Rahmen eines 2019 angelaufenen Programms der städtebaulichen Erneuerung ist eine umfassende Renovierung des Gebäudes vorgesehen. |    |
| Weitere Bilder | Altenvogtshof                                       | Oberzartener Weg 1 (Karte)     | 1926         | Vom Landesamt für Denkmalpflege als raumbedeutsames Kulturdenkmal in der Region Südlicher Oberrhein eingestuft (Nr. BH171). |    |
|                | Bankenhof                                           | Bruderhalde 31 (Karte)         | 1585         | Der auf 1585 datierte Bankenhof ist heute ein Museum für alte Landtechnik. | BW |
| Weitere Bilder | Büstenhof                                           | Bisten 5 (Karte)               | 1608         | Schwarzwaldhaus mit Vollwalm auf Süd- und Nordseite sowie ursprünglicher Einfahrt ins Dachgeschoss auf der Westseite |    |
|                | Deckershäusle                                       | Silberberg 1 (Karte)           | 1798         | Vom Landesamt für Denkmalpflege als raumbedeutsames Kulturdenkmal in der Region Südlicher Oberrhein eingestuft (Nr. BH176). |    |
|                | Helmlehof                                           | Bruderhalde 41 (Karte)         | 1730         | Vom Landesamt für Denkmalpflege als raumbedeutsames Kulturdenkmal in der Region Südlicher Oberrhein eingestuft (Nr. BH170). | BW |
| Weitere Bilder | Henslerhof                                          | Bruderhalde 37 (Karte)         | 1562         | Ensemble aus Haupthaus, Stallungen, Scheune, Kapelle, Wohnmühle, Fruchtspeicher und Backhütte; ein Vorgängerbau wird 1446 erstmals erwähnt, laut dendrologischen Untersuchungen wurde 1562 erbaut, umfangreiche Restaurierung im Jahr 1990. Vom Landesamt für Denkmalpflege als raumbedeutsames Kulturdenkmal in der Region Südlicher Oberrhein eingestuft (Nr. BH167). |    |
| Weitere Bilder | Hugenhof                                            | Erlenbrucker Straße 35 (Karte) | nach 1787    | Hof 1446 erstmals erwähnt, nach Brand durch (laut ehemaliger Hinterzartenerin durch Feuerrad verursacht, sodass in der Folge der Brauch in Hinterzarten verboten wurde) vom 18. Januar 1788 in umgekehrter Richtung neu errichtet, bis 1900 landwirtschaftlich genutzt, ab 1905 im Gemeindebesitz, enthielt Sozialwohnungen, um 1718 erbaute Wohnmühle 1948 zusammen mit Säge abgerissen, Hof bis 1997 restauriert und seitdem als Schwarzwälder Skimuseum genutzt. |    |
| Weitere Bilder | Jockelishof                                         | Winterhaldenweg 63 (Karte)     | 1704         | Bauernhof mit 1704 errichtetem Hauptgebäude, Kapelle und Säge mit Getreidemühle. Vom Landesamt für Denkmalpflege als raumbedeutsames Kulturdenkmal in der Region Südlicher Oberrhein eingestuft (Nr. BH177). |    |
| Weitere Bilder | Katholische Pfarrkirche Mariä Himmelfahrt           | (Karte)                        | 1722         | Vom Landesamt für Denkmalpflege als raumbedeutsames Kulturdenkmal in der Region Südlicher Oberrhein eingestuft (Nr. BH166). |    |
| Weitere Bilder | Kingenhofsäge                                       | Löffeltalweg (Karte)           | 1828         | Klopfsäge des 1446 erstmals erwähnten Kingenhofs mit restauriertem Sägerhaus und 43 Meter langem Kähner. Vom Landesamt für Denkmalpflege als raumbedeutsames Kulturdenkmal in der Region Südlicher Oberrhein eingestuft (Nr. BH179, zusammen mit der Rutscherhofsäge). |    |
|                | Löffelhäusle                                        | Rappeneckweg (Karte)           | 1686         | [ 22 ] | BW |
| Weitere Bilder | Maria-Luise-Kromer-Haus                             | Bruderhalde 23 (Karte)         | 1907         | Schlossähnliches Hauptgebäude mit Gärtnerhaus, von 1905 bis 1907 vom Villinger Architekten Karl Nägele für die Berliner Familie von Baerle als Sommerresidenz am Titisee erbaut. Namensgeberin Maria Luise von Baerle, einzige Tochter des Erbauers und Kunsthistorikers, war später Ehefrau von Carl-Theodor Kromer. Sie stellten das Haus nach Kriegsende dem Katholischen Frauenbund zur Unterbringung von Kriegswaisen zur Verfügung, bevor es 1955 an die Badenwerk AG verkauft und als Kindererholungsheim genutzt wurde. Nach Sanierungsmaßnahmen in den Jahren 1998/99 wird das Haus, das seinen Namen 1968 von Hans Filbinger erhalten hatte, von EnBW für Seminar- und Erholungszwecke genutzt. Vom Landesamt für Denkmalpflege als raumbedeutsames Kulturdenkmal in der Region Südlicher Oberrhein eingestuft (Nr. BH178, Zusammen mit der Villa Weiherhof).                  |    |
| Weitere Bilder | Mathislehof                                         | Oberzartener Weg 2 (Karte)     | 1708         | Vom Landesamt für Denkmalpflege als raumbedeutsames Kulturdenkmal in der Region Südlicher Oberrhein eingestuft (Nr. BH172). |    |
| Weitere Bilder | Mathisle-Mühle                                      | Oberzartener Weg (Karte)       | 1798         | Ehemaliges Mühlengebäude in Ständer-Bohlenkonstruktion, inzwischen im Besitz der Fakultät für Umwelt und Natürliche Ressourcen der Universität Freiburg, für Seminare genutzt und an Privatpersonen vermietbar. Die Mühle ist gemäß einer Mitteilung von 1998 aus dem Landesdenkmalamt ein „Kulturdenkmal aus wissenschaftlichen, besonders baugeschichtlichen Gründen“. Ein Vorschlag, sie in das sogenannte Denkmalbuch (§12 des Landesdenkmalschutzgesetzes) einzutragen und damit in den Rang eines Kulturdenkmals von besonderer Bedeutung zu erheben, wurde nicht weiter verfolgt, nachdem die Gemeinde Hinterzarten seinerzeit nicht auf einen entsprechenden Vorstoß der Denkmalbehörde reagierte. |    |
|                | Michelhof                                           | Rotwasser 11 (Karte)           | 1599         | Vom Landesamt für Denkmalpflege als raumbedeutsames Kulturdenkmal in der Region Südlicher Oberrhein eingestuft (Nr. BH175). |    |
| Weitere Bilder | Parkhotel Adler (Haupthaus)                         | Adlerplatz 3 (Karte)           | 1890         | [ 26 ] |    |
| Weitere Bilder | Parkhotel Adler (Schwarzwaldhaus)                   | Adlerplatz 3 (Karte)           | 17. Jh.      | nach Brand während des Dreißigjährigen Kriegs neu errichteter Schwarzwaldhof, der die Keimzelle des Parkhotels Adler bildete und inzwischen Hotelzimmer sowie zwei Restaurants beherbergt |    |
|                | Schmiedshäusle                                      | Bergackerweg 34 (Karte)        | 17./18. Jh.  | Vom Landesamt für Denkmalpflege als raumbedeutsames Kulturdenkmal in der Region Südlicher Oberrhein eingestuft (Nr. BH169). |    |
| Weitere Bilder | Rutscherhofsäge / Michelthomilishofsäge             | Löffeltalweg (Karte)           | 18. Jh.      | Ursprünglich vom Rutscherhof in Breitnau-Bruckbach stammende Einstelzer-Hochgangsäge, die 2002 am Standort der ehemaligen Michelthomilishofsäge im Löffeltal aufgestellt und renoviert wurde. Vom Landesamt für Denkmalpflege als raumbedeutsames Kulturdenkmal in der Region Südlicher Oberrhein eingestuft (Nr. BH179, zusammen mit der Kingenhofsäge). |    |
|                | Urbanshütte                                         | Rinken 1 (Karte)               | 1804         | Vom Landesamt für Denkmalpflege als raumbedeutsames Kulturdenkmal in der Region Südlicher Oberrhein eingestuft (Nr. BH173). |    |
| Weitere Bilder | Verkaufsbuden hinter der Kirche Maria in der Zarten | Adlerplatz 4, 6, 10 (Karte)    |              | ehemalige Devotionalien-Läden Diese Läden sind entstanden als sogenannte Sonntagsläden, in denen die Waldbauern aus der Umgebung sonntags nach dem Gottesdienst einkaufen konnten, sie sind also nicht als moderne Souvenirläden entstanden. |    |
| Weitere Bilder | Villa Forsteck                                      | Bruderhalde 28 (Karte)         |              | [ 31 ] |    |
|                | Villa Weiherhof                                     | Bruderhalde 26 (Karte)         | 1920er Jahre | Vom Landesamt für Denkmalpflege als raumbedeutsames Kulturdenkmal in der Region Südlicher Oberrhein eingestuft (Nr. BH178, zusammen mit dem Maria-Luise-Kromer-Haus). |    |
|                | Weberhansenhof                                      | Alpersbach 2 (Karte)           | 1774         | Vom Landesamt für Denkmalpflege als raumbedeutsames Kulturdenkmal in der Region Südlicher Oberrhein eingestuft (Nr. BH168). | BW |
|                | Zipfelmühle                                         | Rotwasser 6 (Karte)            | 18. Jh.      | Ehemalige Wohnmühle des bereits 1446 erwähnten Zipfelhofs, mehrfache Erweiterungen, 2009/2010 umfangreiche Sanierung inklusive Abriss eines Anbaus aus den 1950er-Jahren, Einbau einer Photovoltaikanlage und einer Glasfläche im Dach durch Wolfgang Poppen (Poppen & Ortmann). Vom Landesamt für Denkmalpflege als raumbedeutsames Kulturdenkmal in der Region Südlicher Oberrhein eingestuft (Nr. BH174). |    |